# STS-3
A STS-3 foi a terceira missão com um ônibus espacial, e foi a terceira missão do Columbia. Foi o primeiro lançamento com um tanque externo com pintura marrom, e a única aterrissagem na base de White Sands no Novo México.

## Tripulação
| Posição    | Astronauta       |
| ---------- | ---------------- |
| Comandante | Jack Lousma      |
| Piloto     | Gordon Fullerton |

### Reserva
| Posição    | Astronauta       |
| ---------- | ---------------- |
| Comandante | Ken Mattingly    |
| Piloto     | Henry Hartsfield |

## Parâmetros da missão
- Massa:
  - Decolagem: 106 782 kg
  - Aterrissagem: 93 924 kg
  - Carga: 10 301 kg
- Perigeu: 241 km
- Apogeu: 249 km
- Inclinação: 38,0°
- Período: 89,4 min

## Principais fatos

STS-3 sendo lançado do Complexo 39 no Centro Espacial John F. Kennedy.

O Columbia foi lançado em seu terceiro voo às 11h00 EST em 22 de março de 1982, na data planejada de lançamento. O lançamento foi atrasado em 1 hora devido a uma falha de um aquecedor em uma linha de suporte de nitrogênio da base. O Columbia passou apenas 70 dias no Orbiter Processing Facility - um tempo recorde de checagem. O grupo de dois astronautas incluía Jack Lousma como comandante e Gordon Fullerton como piloto.
Os objetivos principais do voo eram continuar os testes do braço robótico RMS, e realizar extensos testes térmicos no Columbia expondo várias de suas parte diretamente ao Sol por diferentes períodos de tempo.
Além disso, em seu compartimento de carga, o Columbia carregava novamente o pacote DFI, e o OSS-l - nomeado pelo Office of Space Science and Applications (Departamento de Ciência do Espaço e Aplicações) da NASA - que consistia em alguns instrumentos montados para obter dados sobre o ambiente próximo à Terra e a quantidade de contaminação causada no veículo. Um cilindro de teste para o programa Small Self-Contained Payload - também conhecido como Getaway Special (GAS) - foi montando em um dos lados do compartimento de carga.
Pela primeira vez uma série de experimentos foram realizadas no compartimento localizado abaixo da cabine de comando do veículo. Estes incluíram um experimento de fluxo contínuo de eletroforese para estudar a separação de componentes biológicos e um experimento com um reator de látex monodisperso para produzir particular de látex micrométricas uniformes. O primeiro Shuttle Student Involvement Project (SSIP-Projeto de Ônibus espacial com Envolvimento de Estudantes) - o estudo do movimento dos insetos - também foi realizado nesta mesma parte.
A missão recolheu as primeiras imagens de satélite da Terra, com câmeras de resolução em 400px. As imagens foram divulgadas em 16 de dezembro do mesmo ano para a NASA.
Durante o voo, ambos os membros do grupo passaram por um mal-estar espacial, o sanitário estava com problemas de funcionamento, um Auxiliary Pacer Unit superaqueceu (porém trabalhou normalmente durante a descida), e três links de comunicação foram perdidos em 26 de Março.
A STS-3 foi planejada para ser um voo com 7 dias de duração. Entretanto, a missão foi estendida de um dia devido aos fortes ventos no local de aterrissagem, Northrup Strip, White Sands, N.M., além de o local planejado de aterrissagem em Edwards AFB estar muito úmido para uma aterrissagem segura.

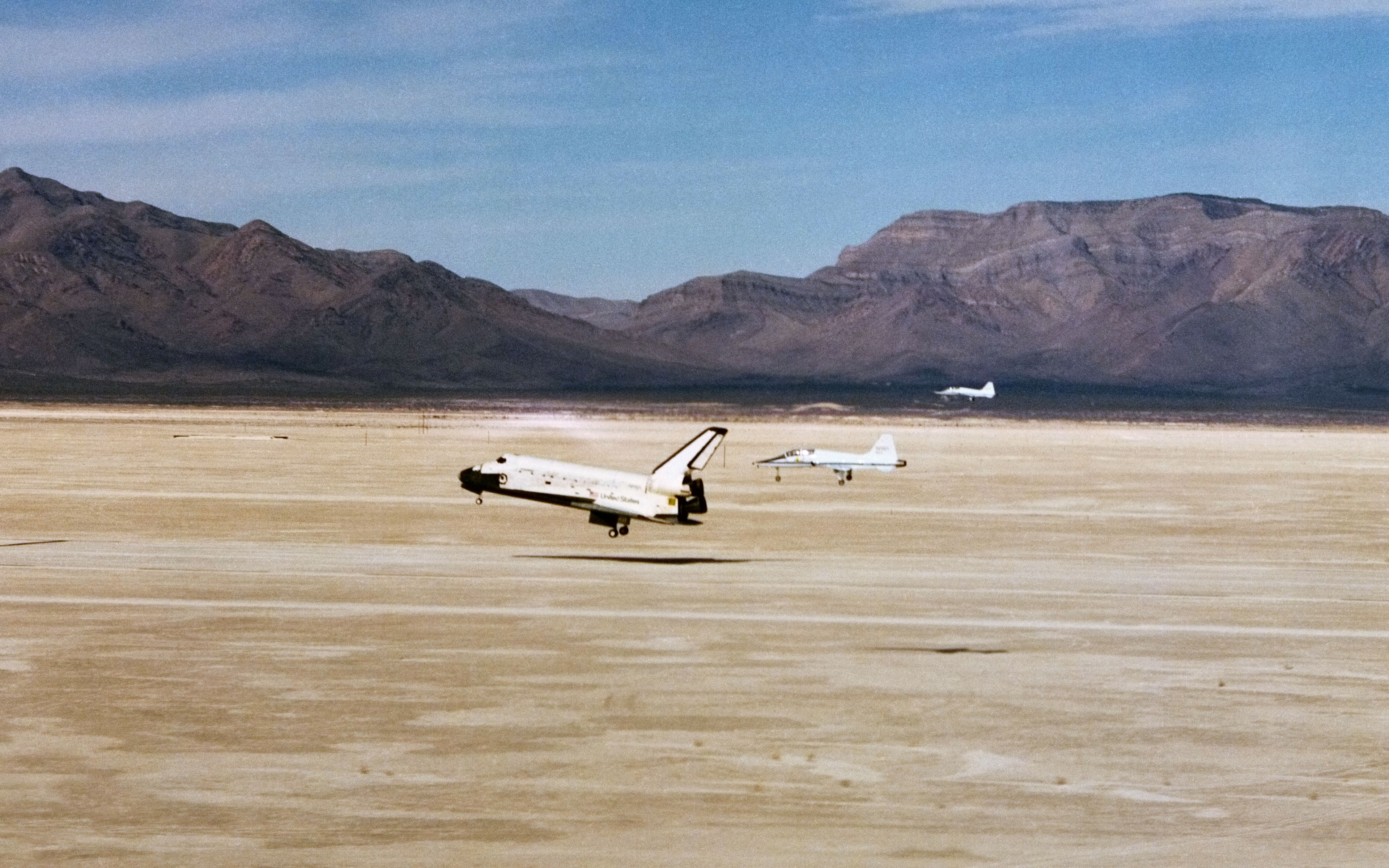
A Columbia se prepara para aterrissar no Novo México escoltada dois aviões T-38.

A aterrissagem finalmente aconteceu às 9h05 MST, de 30 de Março de 1982, no Northrup Strip (posteriormente renomeado White Sands Space Harbor). A STS-3 foi a única missão com ônibus espacial a aterrissar na White Sands Missile Range. A chegada demonstrou que o veículo podia aterrissar no deserto; porém, a areia danificou-o.
O Columbia fez um total de 130 órbitas e percorreu 5 400 000 km, durante seu voo com duração de 8 dias, 4 minutos e 45 segundos. Um total de 36 telhas térmicas foram perdidas e 19 foram danificadas. O veículo retornou ao KSC em 6 de abril de 1982.
Esta foi a última missão em que a NASA nomeou um grupo de reserva.